# 一球さん
『一球さん』（いっきゅうさん）は、水島新司による日本の野球漫画。1975年から1977年まで『週刊少年サンデー』で連載された。

## 概要
巨人学園高校野球部に突然入部してきた男、真田一球（さなだ いっきゅう）。彼は実は忍者の子孫であり、驚異的な身体能力を持つが、なんと野球のことをまったく知らないのだった。破天荒な彼のプレーが、巨人学園に大波乱を巻き起こす。
本作は『男どアホウ甲子園』の直接の続編。前作終了から一ヶ月で連載がスタートした。時系列的には藤村甲子園の南波高校時代から7年後で、豆タンこと岩風五郎が巨人学園の監督として登場しているほか、藤村甲子園や丹波左文字、甲子園の弟である球二と球三も登場する。一部のキャラクターや設定を前作から引き継いでいるが、本作は形式的な原作者（ストーリー作成に協力した佐々木守）は立てずに水島のオリジナルストーリーとなっている。
『大甲子園』では巨人学園が再登場し、明訓高校と対戦している。2005年には『ドカベン スーパースターズ編』で真田一球と呉九郎が東北楽天ゴールデンイーグルスに入団、再々登場した。その続編にあたる『ドカベン ドリームトーナメント編』では、堀田三吉と花園章太も再登場した。一方、同作では岩風五郎と藤村甲子園は、現役時代の年齢と容姿に若返って阪神タイガースの選手（藤村は投手、岩風は捕手）として登場し、真田たちとも直接絡んでいないため、半ばパラレルワールド化（作品の時代背景が2000年代以降に後ろ倒しされ、藤村が165kmの速球を投げて選手生命を終えず、岩風が母の介護のために現役を引退せず、巨人学園の監督にも当然就任していない〈この場合、原島が真田を指導した後、監督を託した可能性がある〉世界に分岐）されている。
冒頭で、巨人学園野球部にスカウトされて転校してきた主要キャラクター「三球士」は、「三銃士」に由来している。

## 登場人物

### 巨人学園高校

#### 選手
真田一球（さなだ いっきゅう）
声 - 水島裕　
主人公。右翼手、三塁手、投手ほか。右投右打。
呉九郎（くれ くろう）
声 - たてかべ和也　
捕手、外野手。一球の幼馴染。
一球を追って上京し、巨人学園野球部に入部する。一球と同じく野球は全くの素人で、一球以上に野球のルールを知らない。語尾に「だーよ」と付けるのが口癖。頑丈な体を持ち、バットがうまく使えないので代わりに拳骨で守備練習のノックをする。料理が得意。『大甲子園』では山田太郎の影武者を演じるが技量的にはかなり及ばなかった。
大友俊（おおとも しゅん）
声 - 曽我部和行 　
投手。巨人学園のエース。
一球入学当初は、プロも注目するエースで女生徒からも絶大な人気を誇っていた。能力は高かったが傲慢であり、しばしば自らピンチを招くことも多かった。また、精神的にも脆い部分が多々あった。
野球素人の一球がもてはやされるのに嫌気が差し、「大友さんは僕の憧れです」と純粋に語る一球を疎ましく思っていた。「松竹梅地獄のクリーンナップ」との野試合でメッタ打ちを喫した後、すさんだ生活を送り、咎めに来た一球をドスで刺そうともする。神宮大学附属高校との対戦後に自分のプライドのために、校歌斉唱に参加せず、姿を消す。また他のレギュラーと共に、岩風監督が開いた地方予選の優勝後の祝勝会に参加せず、岩風監督排除のために野球部の退部届まで書いたため、新監督に指名された一球に追放処分された。一球以外の主力不在のまま出場した夏の甲子園大会の対南波高校戦、あと一歩で勝利を逃した試合を観戦し愕然。自分さえいたら巨人学園が勝利できた事に気づき、野球キャリアを棒に振った愚かさを悟り、彼を裏切った事を後悔した。
堀田三吉（ほった さんきち）
声 - 古川登志夫
中堅手、二塁手。『大甲子園』では岩鬼正美の影武者で三塁手。このポジションではきわめて珍しい左投げ。「三球士」の一人。大阪市天王寺区出身。
関西弁で話し、ヘルメットに刺した鳥の羽がトレードマーク。驚異的な俊足を誇る。試合中に賭けを持ちかけることもある。大友らとの確執で、一時野球部を辞めたが『大甲子園』で復部した。甲子園での一球の活躍を観て「銭カネ抜きでも一生懸命だ」と評していた。
『大甲子園』では、酒に溺れていたところを五味に見付けられ、何とか試合に駆けつける。岩鬼への影武者作戦に対しては「堀田と岩鬼は元から同じ様な性格」として詳細は伝えておらず、また本人も意識してなかった。
司幸司（つかさ こうじ）
声 - 古谷徹　
捕手。『大甲子園』では微笑三太郎の影武者で左翼手。「三球士」の一人。高知県出身。
自分は女性にモテると自信があるようで、当初は女性との注目を一心に浴びていた大友にライバル心を燃やしていた。一軍と二軍の紅白戦および鬼桜男子高校戦で投手を務めた事もある。大友らとの確執で、一時野球部を辞めたが『大甲子園』で復部した。甲子園での一球の活躍を観て「また、一緒にやりたくなった」と語っており、復部への伏線は描かれていた。
一角志郎（いっかく しろう）
声 - 滝雅也　
一塁手、外野手。『大甲子園』では上下の影武者で一塁手。「三球士」の一人。北海道釧路市出身。
巨体通りのパワーヒッター。右投右打だが、『大甲子園』では、右目の視力の良さと右手の握力を買われ、一球によって左打ちに変更されていた（主な理由は明訓高校の上下への影武者作戦のため）。
普段は大人しいが、たまに切れる。また、精神的に脆い。作品のオープニングを飾る神宮大学との試合では、五味のビーンボールに切れ、豪快なホームランを放った。妹の病気が理由で対恋ヶ窪商業高校戦後に退部したが、その後、妹は自宅に戻れるまでに回復し、甲子園での一球の活躍を一緒にテレビ観戦した。『大甲子園』では予選から復活していた。
佐藤万次郎
一塁手。4番打者。左打ち。
相当な強打者で、作中何度もその豪打を見ることができるが、他のレギュラーメンバーと同様に最後は岩風に反発した事によって野球部から除名された。意外と情に脆いところがあり、友西高校の貧窮ぶりや、一角が離脱した際の理由を聞いたときにその辺が見られる。
島本圭二
外野手。一軍と二軍の紅白戦において、原島監督からの指示で、三塁守備の一球を得意のスライディングスパイクで負傷させようとしたが、かわされて逆に自らが骨折する。
蔵石民夫　
声 - 竜田直樹　
三塁手。
岩崎清
遊撃手。
小倉康
声 - 三橋洋一
捕手。元はレギュラー組だったが、司の加入後に二軍落ちした。弁強高校戦では唯一の甲子園経験者として意地のサヨナラホームランを放つ。
文六
声 - 松岡洋子
右翼手兼マネージャー。運動センスが皆無のため「フヌケの六」と嘲笑されていた。一球たちには好意的。対南波高校戦では右翼を守り、勝敗を分ける鍵となる。
郷、花田、法市、手塚、三原、二宮
レギュラー組を野球部から追放した後、監督となった一球が入部させた素人たち。

#### 指導者
岩風五郎
声 - 野島昭生　
野球部監督。体育教師と監督を兼任。かつては南波高校の捕手として、藤村甲子園の球を受けていた。作中で、一時失明した時期も捕手を続けたことを自身であることを伏せて語った他、松葉杖を抱えて出場していた松葉月夫についても語っていた。
原島との勝負に勝ち、二軍監督から一軍監督となる。甲子園出場を決めた後、監督を一球に託す。
原島
声 - 矢田耕司　
野球部一軍監督。後にヘッドコーチとなる。
一球の才能をいち早く見抜く。当初、岩風とは険悪であったが、その後協力的になった。大友たちが離反した責任を取り、監督辞任を決めた岩風から後任を依頼されたが辞退し、岩風とともに監督を一球に託す。

### ライバル達

#### 神宮大学付属高校
作中の大学野球の強豪・神宮大学の付属校だけあって、強固な練習体制が整っている名門校。
五味連次郎（ごみ れんじろう）
声 - 木原正二郎
投手。「剛球戦闘機」の異名を持つ左腕エース。最初は制球難の弱点があったが兄・連太郎の猛特訓で克服。いつも威勢良い振る舞いをしているが、精神的に脆い一面があり、幼い頃は「泣き虫連次郎」と呼ばれていた。
『大甲子園』では、行方をくらましていた堀田を見つけ出して甲子園に送り届けた。
別当（べっとう）
声 - 永井一郎
一塁手。神宮高校の主砲。容貌や打撃フォームは田淵幸一に酷似している。
信国
投手。降板した五味をリリーフした軟投派。

#### 鬼桜男子高校
硬派な雰囲気がある男子校。かつては大友に無安打無得点で敗退したことがあるが、攻撃力を格段に上げて復活。ただし、守備力に難あり。
丑松　
声 - 加藤修
一塁手。「松竹梅地獄のクリーンナップ」の1番打者。大男。大友に「こって牛」と呼ばれる。
竹之丈
二塁手。「松竹梅地獄のクリーンナップ」の2番打者。パーマ風のくせっ毛。「人情として〜」が口癖。
梅吉
遊撃手。「松竹梅地獄のクリーンナップ」の3番打者。
桐野
声 - 田中崇　
三塁手。対戦前に「地獄のエース」と呼ばれていたが、対戦するとなぜか三塁手だった。4番打者。
花園章太
投手。「豆ころエース」。チーム一小柄だが被本塁打0を誇る。「ドカベン　ドリームトーナメント編」にて、京都ウォリアーズの選手として再登場した。

#### 恋ヶ窪商業高校
一球をして「軍隊みたい」と言われる規律に厳しく、統率の取れたチーム。
明智
女子マネージャー。知略に優れ、実質的にチームの采配を振る。対戦する巨人学園の弱点を探るために潜入、男子生徒に変装していたことで図らずも一球の弱点を探り当てた。一球をして「くのいち」と言わせた。地方大会組合せで初登場した際は、なぜか名字が違っていた（前田と名乗っていた）。
江本
主将。恋ヶ窪の4番打者。その実力は大友でさえ認めている。
順光
投手。抜群のコントロールを誇るが、ノミの心臓の持ち主。

#### 弁強高校
進学校。
中沢　
声 - 三ツ矢雄二　
投手。変則フォームによる遅球で巨人学園に思わぬ苦戦を強いる。

#### 友西高校
非常に貧しい学校。野球部もヘルメットはひとつだけ、バットは手作りなど貧窮を極める。選手は皆南海ホークスファンで、南海の選手の名前を勝手に名乗っている。
三ツ縞（みつしま）
声 - 辻村真人　
監督。貧乏ながらもそれを苦にしないしたたかな采配をみせ、巨人学園を苦戦させた。
モデルは作者本人。

#### 南波高校
『男どアホウ甲子園』の主人公、藤村甲子園と岩風監督の母校。夏の甲子園大会の初日第一試合で巨人学園と対戦する。『大甲子園』では坂田三吉率いる通天閣高校を抑えて夏の甲子園大会に出場。なお、球二・球三は『一球さん』の時点で3年生であるが、『大甲子園』では再び大会に出場しており、学年は無視される形となっている。
藤村球二（ふじむら きゅうじ）
投手。藤村甲子園の弟で、双子の兄。3年間通算360イニング無失点の左腕。
藤村球三（ふじむら きゅうぞう）
捕手。藤村甲子園の弟で、双子の弟。3年間通算40本塁打のスラッガー。

### その他
住吉源五郎（すみよし げんごろう）
声 - 永井一郎
巨人学園理事長。普段は橋の下の掘建て小屋で生活している。一球および三球士を巨人学園野球部にスカウトした。
五味連太郎（ごみ れんたろう）
声 - 飯塚昭三
五味連次郎の兄。連次郎を遙かに上回る剛球の持ち主で、神宮大学の左腕エース。元祖「剛球戦闘機」。弟・連次郎に対して厳しく接するが、その心情を最も理解している。
芦田麗子（あしだ れいこ）
声 - 川島千代子　
巨人学園の生徒。芦田財閥の令嬢。元来、大友と仲がよかったが、唐突に一球に好意を寄せる。
ヤスタケ　
声 - 野沢雅子
一球と親交のある野球少年。野球を知らない一球にとっては小さな師匠のような位置づけ。左投げ。名前は景浦安武に由来。
卓（すぐる）
ヤスタケといつも一緒に行動する少年。名前と容貌は江川卓に由来。
ミチ　
声 - 高木早苗　
初期にヤスタケと一緒に行動していた女の子。左投げ。
丹波左文字（たんば さもんじ）
『男どアホウ甲子園』に登場していた人物。一球の養父。岩風や甲子園のかつてのチームメイトでもある、隻眼隻腕の男。名前は丹下左膳から。
富士山麓の山小屋に五味兄弟の訪問を受け、彼らに一球の生い立ちを語る。
藤村甲子園（ふじむら こうしえん）
『男どアホウ甲子園』の主人公。7年前、「剛球一直線」のエースとして南波高校を甲子園優勝へと導いた伝説の投手。作中では、彼の現況に関しては触れられていない。

## テレビアニメ
1978年4月10日 - 10月23日まで、毎週月曜日19:00 - 19:30の時間帯においてフジテレビ系で放送された。全26話。
『ドカベン』『野球狂の詩』に続く、水島&日本アニメーション（以降「日アニ社」）アニメの第3弾。作詞家として名を馳せている荒木とよひさが、作曲に回っている。
当番組の放送終了により、『ブロッカー軍団IVマシーンブラスター』（1976年）以来続いた上記放送枠での日アニ社路線は一旦中断となった。

### スタッフ
- 製作：本橋浩一
- 作画監督（キャラクターデザイン）：本多敏行、富永貞義
- 美術監督：工藤剛一
- 美術設定：川本征平
- 撮影監督：小山信夫、清水達正
- 音楽：丸山雅仁、荒木とよひさ
- 録音監督：松浦典良
- 文芸：岡部英二、松岡清治
- 演出：福冨博
- プロデューサー：大場伊紘、別紙壮一
- 製作管理：高桑充
- 効果：柏原満
- 録音：中戸川次男
- 編集：越野寛子
- 現像：東京現像所
- 動画検査：小林正義
- 演出助手：滝沢敏文、森脇真琴、原平随了
- タイトル：楠部橙
- 制作デスク：真田芳房
- 制作協力：東京アニメーションフィルム、アトリエローク、オーディオプランニングユー、トミプロダクション、スタジオメイツ、スタジオライフ
- 制作担当：シンエイ動画
- 企画：日本アニメーション
- 制作：日本アニメーション、フジテレビジョン
  - 通常「フジテレビ」と略されることが多いが、本作品については『おれは鉄兵』と同様フルネームのロゴタイプが使われていた。

### 主題歌・挿入歌
主題歌
- オープニングテーマ - 「青春の歌が聞こえる」

作詞 - 保富康午 / 作曲・歌 - 荒木とよひさ / 編曲 - 丸山雅仁
- エンディングテーマ - 「一球さん」

作詞 - 保富康午 / 作曲 - 荒木とよひさ / 編曲 - 丸山雅仁 / 歌 - 堀江美都子
挿入歌
- 「一球入魂」
- 「とんでけ!カッキーン」

2曲共に、作詞 - 保富康午 / 作曲 - 荒木とよひさ / 歌 - こおろぎ'73

### 放映リスト
| 話数   | 放映日         | サブタイトル       | 脚本                      | コンテ   |
| ------ | -------------- | ------------------ | ------------------------- | -------- |
| 第1話  | 1978年 4月10日 | 一球登場           | 松岡清治                  | 升ますか |
| 第2話  | 4月17日        | 一球初打席         | 松岡清治                  | 升ますか |
| 第3話  | 4月24日        | 一球と三球士       | 大島武豊                  | 吉田茂承 |
| 第4話  | 5月1日         | 一球対剛速球       | みずいでこういち          | 升ますか |
| 第5話  | 5月8日         | 一球猛進           | 中西隆三                  | 升ますか |
| 第6話  | 5月15日        | 一球豪打           | 中西隆三                  | 滝沢敏文 |
| 第7話  | 5月22日        | 一球頑張れ         | みずいでこういち          | 升ますか |
| 第8話  | 5月29日        | 唸れ一球           | 大島武豊                  | 升ますか |
| 第9話  | 6月5日         | 一球大特訓         | 中西隆三                  | 吉田茂承 |
| 第10話 | 6月12日        | 一球走塁           | 中西隆三                  | 升ますか |
| 第11話 | 6月19日        | 一球強襲           | 中西隆三                  | 滝沢敏文 |
| 第12話 | 6月26日        | 一球大跳躍         | 中西隆三                  | 升ますか |
| 第13話 | 7月3日         | 一球絶叫           | みずいでこういち          | 升ますか |
| 第14話 | 7月17日        | 一球有情           | 大島武豊                  | 吉田茂承 |
| 第15話 | 7月24日        | 一球一路           | 中西隆三                  | 升ますか |
| 第16話 | 7月31日        | 一球伝授           | 中西隆三                  | 升ますか |
| 第17話 | 8月7日         | 一球不敵           | 大島武豊                  | 滝沢敏文 |
| 第18話 | 8月14日        | 一球無二           | みずいでこういち          | 升ますか |
| 第19話 | 8月21日        | 一球讃歌           | 中西隆三                  | 升ますか |
| 第20話 | 9月4日         | 進め一球           | 中西隆三                  | 升ますか |
| 第21話 | 9月11日        | 一球に魂こめて     | 中西隆三                  | 升ますか |
| 第22話 | 9月18日        | 投げる一球打つ一球 | 中西隆三                  | 森脇真琴 |
| 第23話 | 9月25日        | 一球に夢かけて     | 中西隆三                  | 原平了   |
| 第24話 | 10月9日        | この一球に悔いなし | 中西隆三                  | 升ますか |
| 第25話 | 10月16日       | めざせ! 栄光の一球 | 松岡清治 大島武豊         | 升ますか |
| 第26話 | 10月23日       | 一球の詩が聞こえる | 松岡清治 みずいでこういち | 升ますか |

### 放送局
※系列は放送当時のもの、放送時間は、個別に出典を提示してある情報以外、1978年9月中旬 - 10月上旬時点のものとする。
| 放送地域       | 放送局         | 放送時間                                                                | 系列                                         | 備考                                         |
| -------------- | -------------- | ----------------------------------------------------------------------- | -------------------------------------------- | -------------------------------------------- |
| 関東広域圏     | フジテレビ     | 月曜 19:00 - 19:30                                                      | フジテレビ系列                               | 制作局                                       |
| 北海道         | 北海道文化放送 | 月曜 19:00 - 19:30                                                      | フジテレビ系列                               |                                              |
| 青森県         | 青森テレビ     | 木曜 17:30 - 18:00                                                      | TBS系列                                      | 1978年11月16日まで放送                       |
| 岩手県         | テレビ岩手     | 火曜 17:30 - 18:00                                                      | 日本テレビ系列 テレビ朝日系列                |                                              |
| 秋田県         | 秋田テレビ     | 月曜 19:00 - 19:30                                                      | フジテレビ系列                               |                                              |
| 山形県         | 山形テレビ     | 木曜 17:00 - 17:30（1978年5月時点） 木曜 17:30 - 18:00                  | フジテレビ系列 テレビ朝日系列                |                                              |
| 宮城県         | 仙台放送       | 月曜 19:00 - 19:30                                                      | フジテレビ系列                               |                                              |
| 福島県         | 福島テレビ     | 土曜 17:00 - 17:30（1980年3月まで） 水曜 17:00 - 17:30（1980年4月から） | フジテレビ系列 TBS系列                       | 1980年に放送                                 |
| 山梨県         | 山梨放送       | 金曜 17:30 - 18:00                                                      | 日本テレビ系列                               |                                              |
| 新潟県         | 新潟総合テレビ | 月曜 17:20 - 17:50                                                      | フジテレビ系列 日本テレビ系列 テレビ朝日系列 | 1979年3月19日まで放送                        |
| 富山県         | 富山テレビ     | 月曜 16:50 - 17:20                                                      | フジテレビ系列                               | 1978年11月20日から放送                       |
| 石川県         | 石川テレビ     | 金曜 16:00 - 16:30                                                      | フジテレビ系列                               | [ 6 ]                                        |
| 長野県         | 長野放送       | 金曜 18:00 - 18:30 金曜 17:30 - 18:00（最終回時点）                     | フジテレビ系列                               | 1978年12月15日まで放送                       |
| 静岡県         | テレビ静岡     | 月曜 19:00 - 19:30                                                      | フジテレビ系列                               |                                              |
| 中京広域圏     | 東海テレビ     | 月曜 19:00 - 19:30                                                      | フジテレビ系列                               |                                              |
| 近畿広域圏     | 関西テレビ     | 月曜 19:00 - 19:30                                                      | フジテレビ系列                               |                                              |
| 島根県・鳥取県 | 山陰中央テレビ | 水曜 17:55 - 18:25                                                      | フジテレビ系列                               |                                              |
| 岡山県         | テレビ岡山     | 木曜 17:00 - 17:30                                                      | フジテレビ系列 テレビ朝日系列                | 現・岡山放送、当時の放送エリアは岡山県のみ。 |
| 広島県         | テレビ新広島   | 月曜 19:00 - 19:30                                                      | フジテレビ系列                               |                                              |
| 愛媛県         | 愛媛放送       | 火曜 19:00 - 19:30                                                      | フジテレビ系列                               | 現・テレビ愛媛。                             |
| 福岡県         | テレビ西日本   | 月曜 19:00 - 19:30                                                      | フジテレビ系列                               |                                              |
| 佐賀県         | サガテレビ     | 月曜 19:00 - 19:30                                                      | フジテレビ系列                               |                                              |
| 長崎県         | テレビ長崎     | 月曜 18:00 - 18:30                                                      | フジテレビ系列 日本テレビ系列                |                                              |
| 熊本県         | テレビ熊本     | 月曜 18:00 - 18:30                                                      | フジテレビ系列 日本テレビ系列 テレビ朝日系列 |                                              |
| 鹿児島県       | 鹿児島テレビ   | 日曜 18:00 - 18:30                                                      | フジテレビ系列 日本テレビ系列 テレビ朝日系列 |                                              |
| 沖縄県         | 沖縄テレビ     | 木曜 18:00 - 18:30                                                      | フジテレビ系列                               |                                              |